# Thamnodynastes
Thamnodynastes är ett släkte av ormar som ingår i familjen snokar. Släktet tillhör underfamiljen Dipsadinae som ibland listas som familj.
Vuxna exemplar är små till medelstora ormar med robust bål. De förekommer i Sydamerika och vistas främst i skogar. Individerna kan klättra i träd eller hålla till på marken. Antagligen äter de huvudsakligen ödlor. Honor lägger inga ägg utan föder levande ungar. Släktets medlemmar är nattaktiva. Deras gifttänder ligger längre bak i käken. Det giftiga bettet kan orsaka lokala smärtor och svullnader.
Arter enligt Catalogue of Life:
- Thamnodynastes almae
- Thamnodynastes chaquensis
- Thamnodynastes chimanta
- Thamnodynastes corocoroensis
- Thamnodynastes duida
- Thamnodynastes gambotensis
- Thamnodynastes hypoconia
- Thamnodynastes lanei
- Thamnodynastes longicaudus
- Thamnodynastes marahuaquensis
- Thamnodynastes pallidus
- Thamnodynastes ramonriveroi
- Thamnodynastes rutilus
- Thamnodynastes sertanejo
- Thamnodynastes strigatus
- Thamnodynastes yavi

The Reptile Database listar dessutom:
- Thamnodynastes ceibae
- Thamnodynastes dixoni
- Thamnodynastes paraguanae
- Thamnodynastes phoenix